# Paul Rémy (tennis)
Pour les articles homonymes, voir Paul Rémy et Rémy (homonymie).
Paul Louis Rémy, né le 17 février 1923 à Sainte-Amélie en Algérie française (devenue Douera, aujourd'hui nommée Rahmania) et mort le 14 mars 2001 à Avignon, est un joueur de tennis français des années 1950.
Il est notamment membre de l'équipe de France de Coupe Davis finaliste de la zone Europe en 1954. Il a participé à 25 rencontres entre 1949 et 1958, remportant 17 matchs en simple et 18 en double.
Il a atteint les quarts de finale des Internationaux de France en 1956 et perd contre Giuseppe Merlo (4-6, 6-2, 2-6, 6-4, 10-8). Il est huitième de finaliste en 1949, 1954, 1955, 1957 et 1958.

## Palmarès

### Titres en simples
- 1953 : Istanbul, bat Giuseppe Merlo (6-4, 6-4, 4-6, 2-6, 6-4)
- 1953 : Athènes, bat Umberto Bergamo (6-1, 6-1, 6-3)

### Finales en simples
- 1954 : Championnat international de Paris, perd contre Hal Burrows (7-5, 2-6, 6-3, 8-6)
- 1954 : Nice, perd contre Tony Vincent (6-3, 6-3, 6-1)
- 1958 : Nottingham, perd contre Pierre Darmon (6-4, 6-2)